# Volo Air Algérie 2208
Il volo Air Algérie 2208 era un volo cargo della Air Algérie operato da un Lockheed L-100-30 decollato dall'aeroporto di Algeri con destinazione l'aeroporto di Francoforte sul Meno. Il 13 agosto 2006, il L-100 operante il volo precipitò al suolo nella periferia di Piacenza. Nello schianto morirono tutti e tre i membri dell'equipaggio.

## L'aereo
Il velivolo coinvolto nell'incidente era un Lockheed L-100-30 con codice di registrazione 7T-VHG e numero di serie 382-4880 costruito nel 1981 e motorizzato da quattro turboelica Allison 501-D22A. I motori, così come la configurazione dell'L-130, derivano dal famoso velivolo da trasporto medio militare Lockheed C-130 opportunamente modificato per poter essere impiegato dall'aviazione civile.

## L'incidente
Il Lockheed L-100 decollò dall'aeroporto di Algeri con destinazione l'aeroporto di Francoforte quando, sorvolando Piacenza, precipitò al suolo senza alcun apparente motivo, riuscendo per poche centinaia di metri a non impattare con il centro abitato. Nello schianto morirono tutti e tre i membri dell'equipaggio, a cui poi la città ha dedicato una targa commemorativa per aver evitato un disastro ben maggiore.

## Le indagini
Per accertare le cause dell'incidente l'ANSV (Agenzia nazionale sicurezza volo) aprì un'inchiesta. Il 17 agosto, i tecnici dell'ANSV analizzarono il Cockpit Voice Recorder che seppur danneggiato era ancora utilizzabile. Due mesi dopo, precisamente l'11 ottobre, venne ritrovato anche il Flight Data Recorder (FDR) pesantemente danneggiato. L'analisi dell'FDR permise agli investigatori di ricostruire gli ultimi atti di volo. Durante la fase di crociera, con autopilota inserito, si accese la spia "A/P FAIL" ad indicare un malfunzionamento dell'autopilota stesso che dopo 11 secondi venne disinserito. Pochi istanti dopo, l'aereo iniziò a cabrare e rollare. L'impatto con il terreno avvenne 73 secondi dopo l'accensione della spia. Grazie ad una telecamera di sorveglianza di un distributore, l'inchiesta poté appurare la velocità e l'assetto del velivolo al momento dell'impatto, rispettivamente tra gli 850 e 900 km/h di velocità e 40°/45° di inclinazione.
Nella relazione finale, e in particolare nella sezione delle cause, viene riportato:
dati FDR hanno reso molto difficile l’inchiesta di sicurezza, che non ha quindi potuto acquisire su alcuni aspetti certezze incontrovertibili.
Le indicazioni scaturite dall’esame delle evidenze acquisite e dalle molteplici analisi
tecniche effettuate portano a ritenere che l’incidente si sia verificato a causa della perdita
improvvisa di controllo dell’aeromobile, indotta, ragionevolmente, da una problematica
tecnica al sistema dei comandi di volo, che i piloti non sono stati in grado di
contrastare/gestire e che l’inchiesta di sicurezza non ha potuto individuare con assoluta
certezza.»
(Agenzia Nazionale per la Sicurezza del Volo, Final report Air Algérie 2208, pagina 43)